# Pemex
Pemex (sammentrækning af Petróleos Mexicanos) er et mexikansk statsejet olieselskab, der blev stiftet i 1938.
Selskabet blev stiftet efter nationaliseringen af landets olieressurcer, der blev gennemført af præsident Lázaro Cárdenas del Río.
| Firma | Spire Denne artikel om et firma eller en virksomhed er en spire som bør udbygges. Du er velkommen til at hjælpe Wikipedia ved at udvide den. |

19°26′21.8″N 99°10′32.0″V / 19.439389°N 99.175556°V